# 푸른 별 아래 잠들게 하라
"푸른 별아래 잠들게 하라"는 한국에서 제작된 유현목 감독의 1965년 영화이다. 강신성일 등이 주연으로 출연하였고 우기동 등이 제작에 참여하였다.

## 출연

### 주연
- 강신성일
- 엄앵란
- 김승호
- 독고성

## 기타
- 조명: 이한찬
- 미술: 정우택